# Colt Group
A Colt Group Limited 1931-ben alapított családi tulajdonban lévő vállalat, amelynek profilja többek között a hő- és füstelvezető berendezések, lég- és klímatechnikai, természetes szellőzési, valamint ipari árnyékolástechnikai és bevilágítástechnikai eszközök tervezése és forgalmazása. A brit vállalkozás világszerte mintegy hetvenöt országban van jelen, ami főképpen leányvállalatainak, licencszerződéseinek és vegyesvállalati szerződéseinek köszönhető.
A cégcsoport székhelye az Egyesült Királyságban elhelyezkedő Havant városában található, de gyártási helyei vannak még az Egyesült Királyságban, Hollandiában, Németországban, Szingapúrban, Kínában, Brazíliában és Szaúd-Arábiában is. A Colt Group összesen mintegy 950–1000 alkalmazottal rendelkezik, vezérigazgatója Antoine Ligtvoet. A cég éves forgalma 2009-ben 169 millió 513 ezer, 2010-ben  146 millió 331 ezer, 2011-ben pedig körülbelül 160 millió font sterling volt.

## Története
1931-ben Jack O’Hea alapította. Az 1930-as évek során főleg az ipari szellőztető berendezések fejlesztésére koncentrált a vállalkozás. A második világháború alatt a Colt olyan szellőztetőket fejlesztett ki, melyek lesötétített épületeken is alkalmazhatóak voltak, mert így az épületekben éjszaka is dolgozhattak anélkül, hogy a levegőből láthatták volna őket. ezeket a szellőzőket a kormány és más hivatalos szervek is elkezdték átvenni és alkalmazni az Egyesült Királyságban.
2009-ben a Geothermal International céggel megosztva a Colt elnyerte a H&V News Awards (teljes nevén Heating and Ventilation News Awards) díját „az év környezetvédelmi kezdeményezése” kategóriájában. Az indoklás szerint az elismerésben a az Egyesült Királyság első olyan hibrid rendszerének kifejlesztésében betöltött szerepéért részesült, ami kombinálja a levegő és a geotermikus hőszivattyú technológiáját.